# Херман II фон Геролдсек
Херман II фон Геролдсек (на немски: Herman II von Geroldseck; † 2 юли 1298, Гьолхайм) e фогт на Ортенау.

## Произход
Той е вторият син на Хайнрих I фон Геролдсек († 1296/1298), граф на Геролдсек и Велденц, и първата му съпруга Елизабет фон Лихтенберг (* ок. 1246; † сл. 1270), вдовица на Рудолф II фон Кенцинген († 1259), дъщеря на Хайнрих II фон Лихтенберг, фогт фон Страсбург († 1269) и Елизабет. Брат е на Валтер II фон Геролдсек († 1289), господар на Геролдсек, и полубрат на Георг I фон Геролдсек († 1347/сл. 1348), граф на Велденц, и Валрам († 1336), от 1328 г. епископ на Шпайер.
Херман II фон Геролдсек е убит на 2 юли 1298 г. в битката при Гьолхайм.

## Фамилия
Херман II фон Геролдсек се жени за графиня Ута фон Тюбинген († сл. 1302), дъщеря на граф Рудолф I (III) фон Тюбинген-Херенберг († 12 май 1277) и втората му съпруга графиня Аделхайд фон Еберщайн-Сайн († сл. 1277). Те имат три деца:
- Лугарт, омъжена пр. 12 март 1319 г. за Буркард IV фон Юзенберг († 28 декември 1336)
- Валтер V фон Геролдсек (* пр. 1301; † сл. 25 октомври 1362), господар на Хоен-Геролдсек и Тюбинген, женен I. пр. 25 септември 1314 г. за графиня Анна фон Фюрстенберг († 1345), дъщеря на граф Егон фон Фюрстенберг, ландграф в Баар († 1324), II. за Грете (I)
- Анна, омъжена за Хайнрих фон дер Дике